# Кабари
 Тази статия е за средновековното племе.  За канцеларското пособие вижте Кабър.  
Кабарите или каварите (от тюркски: бунтовници, на гръцки: καβαροι) са племе, влизало в племенния съюз на маджарите в 9-10 век.

## История
Както разказва Константин Багренородни, кабарите се отделили от хазарите. През първата половина на IX век, според някои автори около 810-820 година, в Хазарския хаганат избухнала гражданска война, в която кабарите били подкрепени от маджарите, а хазарското правителство - от печенегите и узите. Кабарите били победени, като голяма част от тях били избити, а други - принудени да търсят убежище при своите съюзници маджарите в областта, наречена Леведия (вероятно между Дон и Днепър).
Кабарите се проявили като най-храбри и войнствени от племената, влизащи в маджарския племенен съюз. Предполага се, че първите маджарски върховни военноначалници и съдници (джила или дюла) са били кабарски вождове. Кабарите били начело в походите на маджарите срещу народите на Източна Европа, включително и в успешното унгарско нападение срещу България през 895 година. След завлядяването на Панония от маджарите, кабарите се настанили в Алфьолд и били в основата на походите, превърнали унгарците в „бича на Европа“ през Х век.
Кабарите, които се деляли на три рода (племена), говорели език, различен от маджарския. През IX-Х век сред маджарите съществувало двуезичие - те говорели както своя език, така и хазарския (кабарския). Повечето учени са на мнение, че езикът на кабарите е тюркски, макар че съществува и теза, че част от кабарите са предци на днешните кабардинци. Обикновено се смята, че кабарите произхождат от етническата общност на хазарите. Някои автори свързват кабарите с подчинените от хазарите прабългари и със секеите.
След Х век кабарите са асимилирани от унгарците. С кабарите се свързва част от тюркското влияние в унгарския език.

## Религия
Макар че някои историци смятат, че въстанието на кабарите е реакция на юдаизацията на Хазария, други на основание на археологически и писмени данни твърдят, че в Хазария сред част от кабарите е бил разпространен юдаизмът, който те изповядват и в Унгария до официалното приемане на християнството при крал Ищван I (997-1038) . Смята се, че сред кабарите едновременно са били разпространени както юдаизмът, така и християнството, ислямът и традиционният шаманизъм.